# Blylavsknagg
Blylavsknagg (Toninia plumbina) är en lavart som först beskrevs av Martino Anzi och som fick sitt nu gällande namn av Joseph Hafellner och Einar Timdal. 
Blylavsknagg ingår i släktet Toninia, och familjen Ramalinaceae. Enligt den svenska rödlistan är arten starkt hotad i Sverige. Arten förekommer i Nedre Norrland. Arten har tidigare förekommit i Götaland och Övre Norrland men är numera lokalt utdöd. Artens livsmiljö är våtmarker, skogslandskap, jordbrukslandskap.